# اندی هلمز (بازیکن فوتبال)
اندی هلمز (انگلیسی: Andy Holmes؛ زادهٔ ۷ ژانویهٔ ۱۹۶۹) بازیکن فوتبال اهل بریتانیا است.
از باشگاه‌هایی که در آن بازی کرده‌است می‌توان به باشگاه فوتبال استوک سیتی، باشگاه فوتبال دونکستر راورز، و باشگاه فوتبال لیک تاون اشاره کرد.